# ولادیمیر کارک
ولادیمیر کارک (استونیایی: Vladimir Kärk; ۱۹ مارس ۱۹۱۵ – ۲۳ ژوئیهٔ ۱۹۹۸) بازیکن بسکتبال اهل استونی بود.
وی به‌همراه تیم ملی بسکتبال استونی در بازی‌های المپیک تابستانی ۱۹۳۶ شرکت کرده‌است.